# Иорданско-палестинские отношения
Иорданско-палестинские отношения — двусторонние дипломатические отношения между Иорданией и Государством Палестина. Протяжённость государственной границы между странами составляет 148 км.

## История
24 апреля 1950 года Иордания аннексировала Западный берег реки Иордан после подписания Родосских соглашений. В 1951 году король Иордании Абдалла ибн Хусейн был убит палестинцем из клана Хусейни. После присоединения к Иордании все палестинцы Западного берега реки Иордан стали подданными этой страны. В Народном собрании Иордании было предусмотрено 30 мест как для уроженцев Западного, так и для уроженцев Восточного берега реки Иордан, что составляло примерно равную численность населения. Палестинцы на Западном берегу реки Иордан не сталкивались с дискриминацией и получили те же права, что и иорданцы в восточной части страны.
В 1967 году после окончания Шестидневной войны Иордания, потерпев поражение от Израиля, уступила контроль над Западным берегом реки Иордан. Однако, палестинцы на Западном берегу реки Иордан не потеряли гражданства и мест в Народном собрании Иордании. Около 300 000 палестинцев бежали в Иорданию. В 1970 году вспыхнул конфликт между вооружёнными силами Иордании во главе с королем Хусейном ибн Талалом и Организацией освобождения Палестины под руководством Ясира Арафата. Этот конфликт получил известность, как Чёрный сентябрь в Иордании, после окончания которого Иордания выбила со своей территории силы ООП. Палестинцы на Западном берегу реки Иордан сохраняли своё иорданское гражданство до тех пор, пока Иордания не отказалась от всех претензий на территорию Западного берега 31 июля 1988 года. Позже Иордания признала ООП единственным законным представителем палестинского народа.
В 2019 году на территории Иордании проживало 2 242 579 беженцев из Палестины.

## Дипломатические представительства
- У Иордании имеется представительство в Рамалле[5].
- Палестина содержит посольство в Аммане[6].